# Dziura elektronowa

Kiedy elektron zostaje wyrwany z atomu helu, zostaje po nim dziura elektronowa. Sprawia to, że atom staje się naładowany dodatnio.

Dziura elektronowa – w pasmowej teorii przewodnictwa jest to brak elektronu w pełnym paśmie walencyjnym. Pojęcie to występuje w opisie przewodnictwa elektrycznego izolatorów i półprzewodników; jest to tzw. przewodnictwo dziurowe. Nazwa pochodzi stąd, że gdy w paśmie walencyjnym brakuje pojedynczego elektronu, to występująca „dziura” zachowuje się niczym dodatni nośnik ładunku elektrycznego. O występowaniu w przewodnikach dziur i ich udziale w przewodnictwie świadczy zjawisko Seebecka.